# Eschborn–Frankfurt 2022
59. ročník jednodenního cyklistického závodu Eschborn–Frankfurt se konal 1. května 2022 v Německu. Vítězem se stal Ir Sam Bennett z týmu Bora–Hansgrohe. Na druhém a třetím místě se umístili Kolumbijec Fernando Gaviria (UAE Team Emirates) a Nor Alexander Kristoff (Intermarché–Wanty–Gobert Matériaux). Závod byl součástí UCI World Tour 2022 na úrovni 1.UWT a byl devatenáctým závodem tohoto seriálu.

## Týmy
Závodu se zúčastnilo 11 z 18 UCI WorldTeamů a 8 UCI ProTeamů.Alpecin–Fenix a Arkéa–Samsic dostaly automatické pozvánky jako nejlepší UCI ProTeamy sezóny 2021, třetí nejlepší UCI ProTeam sezóny 2021, Team TotalEnergies, pak dostal také automatickou pozvánku. Dalších 5 UCI ProTeamů byly vybrány organizátory závodu, Amaury Sport Organisation. Každý tým přijel se sedmi závodníky kromě týmů B&B Hotels–KTM a UAE Team Emirates s šesti závodníky. Na start se tak postavilo 131 jezdců. Do cíle ve Frankfurtu nad Mohanem dojelo 116 z nich.
UCI WorldTeamy
- AG2R Citroën Team
- Bora–Hansgrohe
- Cofidis
- EF Education–EasyPost
- Intermarché–Wanty–Gobert Matériaux
- Israel–Premier Tech
- Lotto–Soudal
- Team Bahrain Victorious
- Team DSM
- Trek–Segafredo
- UAE Team Emirates

UCI ProTeamy
- Alpecin–Fenix
- Arkéa–Samsic
- B&B Hotels–KTM
- Bingoal Pauwels Sauces WB
- Burgos BH
- Sport Vlaanderen–Baloise
- Team TotalEnergies
- Uno-X Pro Cycling Team

## Výsledky
| Pořadí | Jezdec                   | Tým                                | Čas        |
| ------ | ------------------------ | ---------------------------------- | ---------- |
| 1      | Sam Bennett (IRL)        | Bora–Hansgrohe                     | 4h 27' 52" |
| 2      | Fernando Gaviria (COL)   | UAE Team Emirates                  | + 0"       |
| 3      | Alexander Kristoff (NOR) | Intermarché–Wanty–Gobert Matériaux | + 0"       |
| 4      | Phil Bauhaus (GER)       | Team Bahrain Victorious            | + 0"       |
| 5      | Danny van Poppel (NED)   | Bora–Hansgrohe                     | + 0"       |
| 6      | Edward Theuns (BEL)      | Trek–Segafredo                     | + 0"       |
| 7      | Arnaud De Lie (BEL)      | Lotto–Soudal                       | + 0"       |
| 8      | Simone Consonni (ITA)    | Cofidis                            | + 0"       |
| 9      | Piet Allegaert (BEL)     | Cofidis                            | + 0"       |
| 10     | Lorrenzo Manzin (FRA)    | Team TotalEnergies                 | + 0"       |